# Branko Jeglič
Branko Jeglič, slovenski pesnik in pisatelj, * 17. februar 1903, Gorica, † 5. september 1920, Ljubljana.

## Življenje in delo
Rodil se je v družini pravnika Andraža Jegliča. Ljudsko šolo in 4. razrede gimnazije je obiskoval v Gorici. Zaradi vojne se je družina preselila v Gradec, decembra 1917 je v Trstu končal 5. razred, jeseni 1918 pa je prišel v Ljubljano, kjer je končal zadnja dva letnika in 5. julija 1920 maturiral. Pripravljal se je na študij slavistike, toda nepričakovano podlegel griži. Pisati je začel že v gimnaziji. V Trstu je zbral literarno nadarjene sošolce in začel izdajati rokopisni list Iskrice, v katerem so izšle njegove prve pesmi in črtice. V Ljubljani je na realki ustanovil literarni krožek in začel izdajati Kres. Prve vaje iz dijaških let (od novembra 1919 do marca 1920; 5. številk). Tu je izšlo več njegovih pesmi. V Ljubljani je sodeloval tudi v Zvončku (1919) in v Slovencu (1919–1920) ter še v drugih listih, ki so prav tako objavili nekaj njegovih pesmi.